# Dolichernis
Dolichernis é um gênero de mariposa pertencente à família Acrolepiidae.